# Nahverkehr in Bottrop
Der Nahverkehr in Bottrop wird durch Buslinien der Vestischen Straßenbahnen sowie der Busverkehr Rheinland erbracht. Allerdings verkehren in der Stadt auch Busse der benachbarten Gesellschaften STOAG, Ruhrbahn sowie Bogestra. Wichtigster Umsteigeknoten für den ÖPNV ist der Zentrale Omnibusbahnhof am Berliner Platz, der von den allermeisten Buslinien bedient wird. Ein weiterer Nahverkehrsknotenpunkt ist der Hauptbahnhof am südlichen Stadtrand, wo insgesamt drei Nahverkehrslinien des Eisenbahnverkehrs sowie 8 Buslinien verknüpft sind. Für den gesamten öffentlichen Personennahverkehr gelten der Tarif des Verkehrsverbundes Rhein-Ruhr (VRR) und der NRW-Tarif.

## Innerstädtischer Verkehr

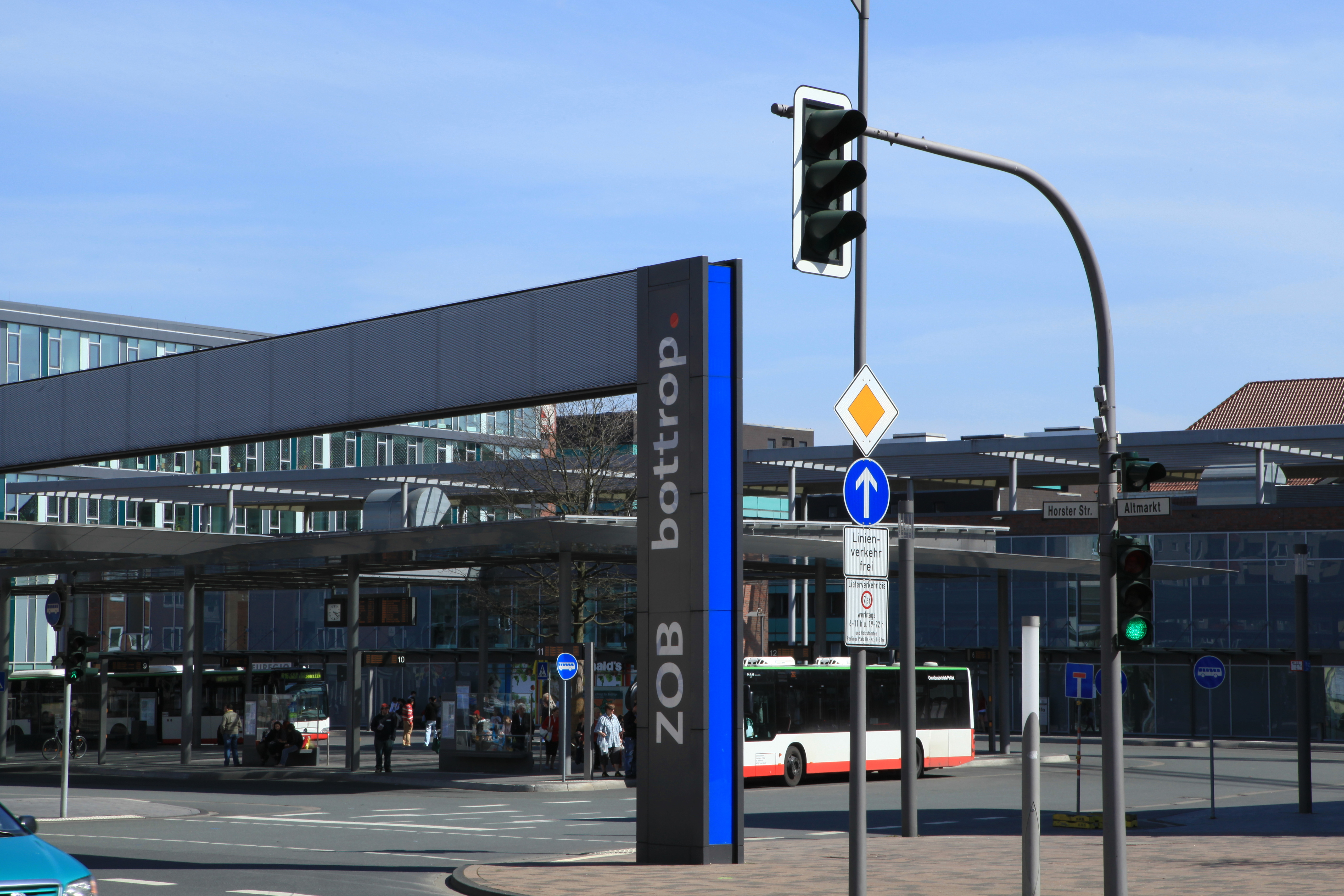
Zentraler Omnibusbahnhof am Berliner Platz

### Busverkehr
Der gesamte innerstädtische Verkehr in Bottrop wird durch Buslinien abgewickelt. Dabei gibt es für Bottrop-Kirchhellen ein eigenes Teilnetz, da Kirchhellen vom übrigen Stadtgebiet durch Wald getrennt ist und die bebaute Fläche zwischen Bottrop und Bottrop-Kirchhellen überwiegend zu Gladbeck gehört.
Der Fahrplangrundtakt besteht meist aus einem Halbstundenrhythmus, welcher stellenweise verdichtet wird.
Folgende Buslinien verkehren durch Bottrop; ihr Hauptknotenpunkt ist der ZOB in der Bottroper Innenstadt.
| Linie | Linienverlauf | Takt (Mo–Fr)                                                |
| ----- | --- | ----------------------------------------------------------- |
| SB16  | Essen Hbf → Hollestr. – Rathaus Essen – Berliner Platz – Universität Essen – Essen-Bergeborbeck – Bottrop-Ebel – Bottrop Hbf – Bottrop ZOB Berliner Platz – Stadtwald Herzogstr. – Bottrop-Grafenwald – Kirchhellen Schulze-Delitzsch Str. – Bottrop-Kirchhellen, St. Antonius Hospital | 20 min (Essen–Bottrop ZOB) 60 min (Bottrop ZOB–Kirchhellen) |
| SB29  | Bottrop ZOB Berliner Platz – Bottrop Hbf – Gelsenkirchen Musiktheater – Gelsenkirchen Hbf | 60 min                                                      |
| SB36  | Gelsenkirchen Hbf – Musiktheater – Schloß Horst – Gelsenkirchen-Horst, Buerer Str. – Gladbeck-Rosenhügel Hunsrückstr. – Brauck – Butendorf – Gladbeck Oberhof – Gladbeck Goetheplatz – Gladbeck West Bf – Rentfort – Bottrop-Kirchhellen (abends sowie sonn- und feiertags nur zwischen Schloß Horst und Bottrop-Kirchhellen) | 20 min                                                      |
| SB91  | Bero-Zentrum – Oberhausen Hbf – Neue Mitte Oberhausen – OB-Osterfeld Süd Bf – Bottrop ZOB Berliner Platz – Bottrop-Eigen Markt – Gladbeck-Ellinghorst – Gladbeck Goetheplatz – Gladbeck-Ost Bf – Gelsenkirchen-Buer, Königswiese – Gelsenkirchen-Buer Rathaus Linie verkehrt zwischen OLGA-Park und Oberhausen Hbf über die ÖPNV-Trasse Oberhausen | 10 min (Bero-Zentrum–Bottrop ZOB) 20 min (Bottrop ZOB–Buer) |
| 186   | Bottrop ZOB Berliner Platz – Bottrop Hbf – Ebel Zeche Prosper – Essen-Dellwig Schilfstr. – Gerscheder Weiden – Borbeck Germaniaplatz – Borbeck Bf – Bedingrade – Schönebeck – Borbeck Süd Bf – Altendorf Schölerpad | 20 min                                                      |
| 188   | Dorsten ZOB – Bottrop-Feldhausen – Gladbeck-Zweckel – Gladbeck West Bf – Gladbeck Goetheplatz – Gladbeck Oberhof Weiterfahrt ab Gladbeck Oberhof als Linie 189 nach Bottrop-Boy und Essen-Karnap. | 60 min                                                      |
| 189   | Essen-Karnap Boyer Straße – Bottrop-Welheim – Bottrop-Boyer Markt – Gladbeck Oberhof stündlich Weiterfahrt ab Gladbeck Oberhof als Linie 188 nach Bottrop-Feldhausen und Dorsten ZOB. | 30 min                                                      |
| 251   | Bottrop ZOB Berliner Platz – Marienhospital – Stadtwald – Bottrop-Richard-Wagner Schule – Bottrop-Grafenwald | 30 min                                                      |
| 259   | Bottrop ZOB Berliner Platz – Bottrop-Eigen – Ellinghorst – Gladbeck Goetheplatz – Gladbeck Oberhof – Butendorf – Brauck – Rosenhügel – Gelsenkirchen-Horst, Buerer Str. | 20 min                                                      |
| 260   | Bottrop ZOB Berliner Platz – Batenbrock – Bottrop-Boy Bf – Boyer Markt – Gelsenkirchen-Horst, Buerer Straße | 20 min                                                      |
| 261   | Bottrop-Ebel – Bottrop Hbf – Batenbrock – Bottrop ZOB Berliner Platz – Fuhlenbrock – Stadtwald – Nordfriedhof – Eigen Markt | 20 min                                                      |
| 262   | Bottrop-Eigen Markt – Ostfriedhof – Boverheide – Batenbrock – Bottrop Hbf – Südring – Bottrop ZOB Berliner Platz | 20 min                                                      |
| 263   | OB-Sterkrade Bf – Klosterhardt – Rothebusch Nord – Fuhlenbrock Geibelstr. – Bottrop ZOB Berliner Platz – Batenbrock Prosperstr. – Bottrop-Welheim – Essen-Karnap, Boyer Straße | 20 min                                                      |
| 264   | Bottrop-Eigen Börenstraße – Eigen Markt – Boverheide – Batenbrock – Bottrop ZOB Berliner Platz | 20 min                                                      |
| 265   | Bottrop ZOB Berliner Platz – Batenbrock – Bottrop-Boy Bf – Bottrop-Boyer Markt – Gewerbegebiet Bottrop-Boy | 20 min                                                      |
| 266   | Bottrop ZOB Berliner Platz – Tetraeder – Bottrop-Boy Bf – Boyer Markt – Bottrop-Boy, Wilhelm-Tenhagen-Straße | 30 min                                                      |
| 267   | Bottrop ZOB Berliner Platz – Stadtwald Herzogstr. – Bottrop-Grafenwald – Kirchhellen Schulze-Delitzsch-Str. – St.-Antonius-Hospital – Feldhausen – Feldhausen Bf – Movie Park | 30 min                                                      |
| 268   | Zeche Franz Haniel – Fuhlenbrock Markt – Bottrop ZOB Berliner Platz – Batenbrock Prosperstr. – Welheimer Mark Klopriesstraße | 20 min                                                      |
| TB269 | Taxibus: Bottrop-Kirchhellen – Bottrop-Grafenwald – Grafenmühle | 60 min                                                      |
| 291   | Bottrop ZOB Berliner Platz – Vonderort – Vonderort Bf – Bottrop Hbf | 20 min                                                      |
| TB294 | Taxibus: (Bottrop ZOB Berliner Platz – Vonderort –) Bottrop Hbf – Welheimer Mark Klopriesstraße – Bottrop-Welheim Bedienung des Abschnitts ZOB – Hbf nur im Spätverkehr; in der Früh-HVZ Mo–Fr zwischen Hbf und Klopriesstr. regulärer Busverkehr | 60 min                                                      |
| 979   | Elektrobuslinie: OB-Sterkrade Bf – Tackenberg – Bottrop-Fuhlenbrock – Bottrop ZOB Berliner Platz | 20 min                                                      |
| NE2   | Bottrop ZOB Berliner Platz – Bottrop-Eigen – Ellinghorst – Gladbeck Goetheplatz – Gladbeck Ost Bf – Gelsenkirchen-Scholven – Bülse – Gelsenkirchen-Buer Rathaus – Gelsenkirchen-Resse – Herten Rathaus (Herten , 300 m) – Herten Mitte (Herten , 500 m) – Disteln Josefstr. – Hochlar – Westviertel Moltkestr. – Paulusviertel Paulusstr. – Viehtor – Recklinghausen Hbf NachtExpress: In den Nächten von Freitag auf Samstag, Samstag auf Sonntag und vor Feiertagen | 60 min                                                      |
| NE16  | Essen Hbf – Am Waldthausenpark – Berliner Platz – Universität Essen – Essen-Bergeborbeck – Gerscheder Weiden – Bottrop-Ebel – Bottrop Hbf – Bottrop ZOB Berliner Platz | 60 min                                                      |
| NE18  | Bottrop ZOB Berliner Platz – Fuhlenbrock – Bottrop-Grafenwald – Kirchhellen – Schulze-Delitzsch-Str. NachtExpress: In den Nächten von Freitag auf Samstag, Samstag auf Sonntag und vor Feiertagen | 60 min                                                      |
| NE19  | Bottrop ZOB Berliner Platz – Batenbrock – Bottrop-Boy Bf – Boyer Markt – Gelsenkirchen-Horst, Buerer Str. NachtExpress: In den Nächten von Freitag auf Samstag, Samstag auf Sonntag und vor Feiertagen | 60 min                                                      |
| NE21  | NachtExpress: Oberhausen Hbf – Neue Mitte Oberhausen – OB-Osterfeld Süd Bf – Bottrop ZOB Berliner Platz Linie verkehrt zwischen OLGA-Park und Oberhausen Hbf über die ÖPNV-Trasse Oberhausen | 60 min                                                      |

### Straßenbahn
Derzeit verfügt Bottrop über kein Straßenbahnnetz. Der letzte Schienenabschnitt wurde 1976 von dem weiterhin Vestische Straßenbahnen genannten Nahverkehrsbetrieb eingestellt. Es gibt jedoch die Überlegung, eine Straßenbahnlinie nach Essen neu einzuführen.

## Eisenbahnverkehr

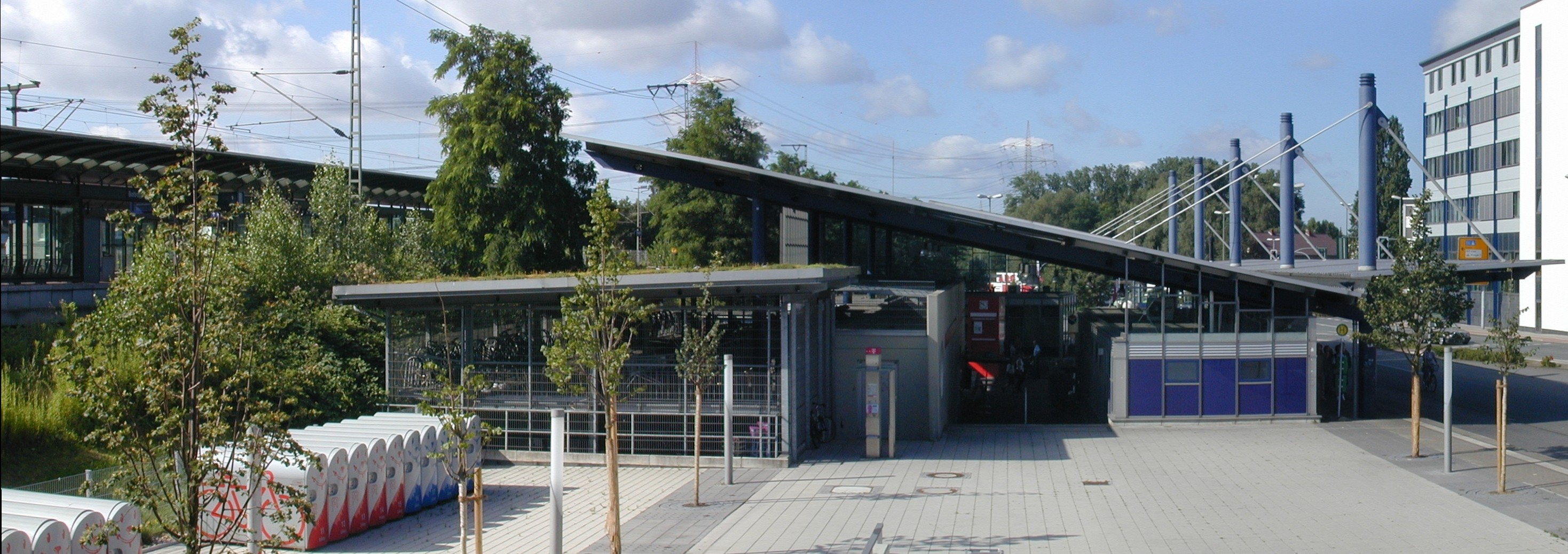
Empfangsgebäude des Hauptbahnhofs

### Fernverkehr
Da Bottrop nicht an einer Fernverkehrsstrecke liegt, sind die nächsten Fernbahnhöfe Essen Hbf und Oberhausen Hbf.

### Regionalverkehr
Bottrops wichtigster Bahnhof ist der Hauptbahnhof. Dieser liegt jedoch nicht in der Innenstadt, sondern einige Kilometer südlich von dieser nahe der Bundesautobahn 42. Neben dem Hauptbahnhof verfügt Bottrop über die Stationen Bottrop-Vonderort, Bottrop-Boy und Feldhausen. Darüber hinaus ist der Oberhausener Hauptbahnhof schnell und bequem vom ZOB Bottrop mit dem SB 91 zu erreichen. Durch die Linie S 9 ist Bottrop an die S-Bahn Rhein-Ruhr angeschlossen. 
Es besteht ein angenäherter 15-Minuten-Takt durch den RE 14 und die S 9 nach Essen-Borbeck und Essen Hbf sowie in anderer Richtung nach Gladbeck West.
Folgende Regionalverkehrslinien bedienen Bottrop:
| Linie | Linienverlauf | Takt                                                                       | Betreiber     |
| ----- | --- | -------------------------------------------------------------------------- | ------------- |
| RE 14 | Emscher-Münsterland-Express: Zugteil 1: Borken (Westf) – Marbeck-Heiden – Rhade – Deuten – Hervest-Dorsten – Dorsten Zugteil 2: Coesfeld (Westf) – Reken-Maria Veen – Reken – Reken-Klein Reken – Lembeck – Wulfen (Westf) – Hervest-Dorsten – Dorsten Flügelung bzw. Wiedervereinigung: Dorsten – Feldhausen – Gladbeck-Zweckel – Gladbeck West – Bottrop Hbf – Essen-Borbeck – Essen West (nur Züge bis/ab Dorsten) – Essen Hbf Stand: Fahrplanwechsel Dezember 2023 | 60 min 30 min (Dorsten–Essen werktags)                                     | RheinRuhrBahn |
| RE 44 | Fossa-Emscher-Express: (Moers – Rheinhausen –) (nur wochentags) Duisburg Hbf – Oberhausen Hbf – Oberhausen-Osterfeld Süd – Bottrop-Vonderort – Bottrop Hbf verkehrt bis auf Weiteres nicht, zwischen Bottrop und Oberhausen Ersatzverkehr mit Bussen Stand: Fahrplanwechsel Dezember 2024 | 60 min                                                                     | RheinRuhrBahn |
| S 9   | Linienweg 1: Haltern am See – Marl-Hamm – Marl Mitte – GE-Hassel – GE-Buer Nord – Linienweg 2: Recklinghausen Hbf – Herten (Westf) – Hauptlinienweg: Gladbeck West – Bottrop-Boy – Bottrop Hbf – E-Dellwig Ost – E-Gerschede – E-Borbeck – E-Borbeck Süd – Essen West – Essen Hbf – E-Steele – E-Überruhr – E-Holthausen – E-Kupferdreh – Velbert-Nierenhof – Velbert-Langenberg – Velbert-Neviges – Velbert-Rosenhügel – Wülfrath-Aprath – W-Vohwinkel – W-Sonnborn – W-Zoologischer Garten – W-Steinbeck – Wuppertal Hbf – W-Unterbarmen – W-Barmen – W-Oberbarmen – W-Langerfeld – Schwelm West – Schwelm – Gevelsberg West – Gevelsberg-Kipp – Gevelsberg Hbf – Gevelsberg-Knapp – HA-Westerbauer – HA-Heubing – HA-Wehringhausen – Hagen Hbf Stand: Fahrplanwechsel Dezember 2023 | 60 min (je Linienast) 30 min (Gladbeck–Wuppertal) 60 min (Wuppertal–Hagen) | DB Regio      |

Darüber hinaus besteht mit dem im 10-Minuten-Takt verkehrenden SB 91 eine direkte Verbindung zum Oberhausener Hauptbahnhof, von wo Anschluss zu zahlreichen weiteren Nahverkehrsverbindungen, darunter nach Duisburg, Düsseldorf, Köln, Bonn, Krefeld, Mönchengladbach, Wesel und Arnhem sowie Zugang zum Fernverkehr besteht.